# Triple Sec (film)
 (août 2025).
Pour les articles homonymes, voir Triple sec (homonymie).
Triple Sec est un court-métrage français réalisé par Yves Thomas, sorti en 1986.

## Synopsis
Dans une grande brasserie, la caméra, par petites touches, cerne quelques consommateurs et, de visages en visages, de conversations en conversations, ébauche un tableau drôle, caustique, absurde de la nature humaine.

## Fiche technique
- Titre : Triple Sec
- Réalisation : Yves Thomas, assisté de Marc-Henri Dufresne
- Scénario : Yves Thomas
- Dialogues: Daniel Rocher
- Image : Dominique Gentil
- Pays d'origine : France
- Durée : 14 minutes

## Distribution
- Pierre Arditi
- André Dussollier
- Suzanne Flon
- Lucienne Hamon
- Pierre Desproges
- Véronique Genest
- Fabrice Luchini
- Lysiane Thomas
- Micky Sébastian
- Michel Such
- Rose Thiéry
- Muriel Solvay
- Gilles Rousseau
- Jean-Pierre Coffe
- Isabelle Gélinas
- Cécile Paoli
- Dominique Dauba